# 佩德拉普雷塔 (北里約格朗德州)
佩德拉普雷塔（葡萄牙語：Pedra Preta），是巴西的城鎮，位於該國東北部，由北里約格朗德州負責管轄，始建於1963年，面積295平方公里，2010年人口2,583，人口密度每平方公里8.76人。